# Trinorfolkia clarkei
Trinorfolkia clarkei är en fiskart som först beskrevs av Morton, 1888.  Trinorfolkia clarkei ingår i släktet Trinorfolkia och familjen Tripterygiidae. Inga underarter finns listade i Catalogue of Life.